# Telchinia humilis
Telchinia humilis is een vlinder uit de familie van de Nymphalidae. De wetenschappelijke naam van de soort is voor het eerst gepubliceerd in 1897 door Emily Mary Bowdler Sharpe.

## Verspreiding
De soort komt voor in dichtbegroeid bossen van Congo Kinshasa,Oeganda, Kenia, Rwanda en Tanzania.

## Waardplanten
De rups leeft op Scepocarpus trinervis (Urticaceae).